# Лінндейл (Огайо)
Лінндейл (англ. Linndale) — селище (англ. village) в США, в окрузі Каягога штату Огайо. Населення — 108 осіб (2020).

## Географія
Лінндейл розташований за координатами 41°26′42″ пн. ш. 81°46′0″ зх. д. / 41.44500° пн. ш. 81.76667° зх. д. (41.444998, -81.766765).  За даними Бюро перепису населення США в 2010 році селище мало площу 0,21 км², уся площа — суходіл.

## Демографія
Згідно з переписом 2010 року, у селищі мешкало 179 осіб у 66 домогосподарствах у складі 38 родин. Густота населення становила 858 осіб/км².  Було 75 помешкань (360/км²).
Расовий склад населення:
| - 65,9 % — білих - 27,9 % — чорних або афроамериканців - 1,7 % — вихідців з тихоокеанських островів - 4,5 % — осіб інших рас |

До двох чи більше рас належало 0,0 %. Частка іспаномовних становила 17,3 % від усіх жителів.
За віковим діапазоном населення розподілялося таким чином: 26,3 % — особи молодші 18 років, 66,4 % — особи у віці 18—64 років, 7,3 % — особи у віці 65 років та старші. Медіана віку мешканця становила 35,1 року. На 100 осіб жіночої статі у селищі припадало 94,6 чоловіків;  на 100 жінок у віці від 18 років та старших — 91,3 чоловіків також старших 18 років.
Середній дохід на одне домашнє господарство  становив 32 105 доларів США (медіана — 33 542), а середній дохід на одну сім'ю — 39 077 доларів (медіана — 39 792). За межею бідності перебувало 31,4 % осіб, у тому числі 38,2 % дітей у віці до 18 років та 11,8 % осіб у віці 65 років та старших.
Цивільне працевлаштоване населення становило 74 особи. Основні галузі зайнятості: науковці, спеціалісти, менеджери — 31,1 %, роздрібна торгівля — 12,2 %, мистецтво, розваги та відпочинок — 10,8 %, освіта, охорона здоров'я та соціальна допомога — 10,8 %.